# Gaudioso di Brescia
Gaudioso (IV secolo – Brescia, 7 marzo 450 circa) fu vescovo di Brescia, ed è venerato come santo dalla Chiesa cattolica.

## Biografia
San Gaudioso fu nella prima metà del V secolo il dodicesimo vescovo di Brescia.
Secondo i Martirologi Romano e Bresciano, Gaudioso morì un 7 marzo a Brescia e venne tumulato nella chiesa di Sant'Alessandro, forse fatta edificare da Gaudioso stesso.
Le sue reliquie furono ritrovate nel 1453 durante il rifacimento della cappella maggiore della chiesa di Sant'Alessandro.